# Eddie Van Maele
Eddie Van Maele (Westkapelle, 19 januari 1945) is een Belgische chef-kok. Hij kreeg twee Michelinsterren voor zijn restaurant in Wemmel.
Van Maele staat bekend als een van de "Godfathers van de Belgische gastronomie" en pionier van het degustatiemenu.

## Biografie
| Oostende             | 1971 | Finalist kookwedstrijd Eerste kok van België Prosper Montagné |           |      |                                                                   |
| Parijs               | 1972 | Restaurant Prunier Laureaat van de internationale wedstrijd "Les meilleures recettes dédiées à Curnonsky" Halvefinalist van de internationale wedstrijd "Pierre Taittinger" |           |      |                                                                   |
| België               | 1973 | Eerste kok van België. Winnaar Prijs Prosper Montagné. |           |      |                                                                   |
| Londen               | 1974 | Gouden Medaille winnaar op het Internationaal culinair salon Hotel Ympia |           |      |                                                                   |
| Val d'Aosta - Italië | 1975 | Winnaar van de Internationale wedstrijd Il Cuoco d'Oro |           |      |                                                                   |
| Londen               | 1976 | Winnaar Chef van het jaar op het Internationaal culinair salon Hotel Ympia Opening restaurant Eddie Van Maele in Wemmel.                                                    |           |      |                                                                   |
| Wemmel               | 1978 | Eerste Michelin ster |           |      |                                                                   |
| België               | 1980 | Meesterkok van België Publicatie van zijn eerste boek "Recettes de la mer"                                                                                                  |           |      |                                                                   |
| Wemmel               | 1982 | Tweede Michelin ster |           |      |                                                                   |
| Reims                | 1983 | Chevalier de l'ordre des Coteaux de Champagne "Georges Prade" |           |      |                                                                   |
| Paris                | 1988 | Diploma nr 182 les gastronomes de Paris "Club des Cents" |           |      |                                                                   |
| Wemmel               | 1989 | Publicatie van zijn tweede boek "De keuken, mijn leven" |           |      |                                                                   |
| Wemmel               | 1998 | Sluiting restaurant Eddie Van Maele. |           |      |                                                                   |
| Wemmel               | 1990 | Ambassadeur van Culinair Saisonnier |           |      |                                                                   |
| Steenokkerzeel       | 1999 | Opening Culinaire Academie Eddie & Jeannine Van Maele. |           |      |                                                                   |
| België               | 2000 | Provoost van de keukenchefs Gastronomische Club Prosper Montagné Ambassadeur Culinaire Saisonnier                                                                           |           |      |                                                                   |
| België               | 2002 | Erelid disciples d'Escoiffier |           |      |                                                                   |
| België               | 2006 | Provoost-Generaal Gastronomische Club " Prosper Montagné. |           |      |                                                                   |
| Steenokkerzeel       | 2007 | Sluiting Culinaire Kookacademie E&J Van Maele |           |      |                                                                   |
| Brussel              | 2010 | Ere ambassadeur "Euro-Toques" |           |      |                                                                   |
| België               | 2013 | Meesterkoks van België " Wall of Fame" |           |      |                                                                   |
| Brussel              | 2018 | Ambassadeur wedstrijd "Chaine des Rotisseurs" der Jonge Chefs. | Diksmuide | 2022 | Voorzitter jury wedstrijd "De beste terrine van België" - Culibel |

Van Maele ontving verschillende andere betekenisvolle vermeldingen :
- *** Le Bottin Gourmand
- ** Michelingids
- 93/100 Henri Lemaire gids
- 18/20 Tijdschrift Le Marché
- 17,50/20 Gids Gault Millau
- 1ste plaatsin de Delta Gids
- 1ste plaats in de Gids Klaus Besser
- 5 toques in de Knackgids.

Van Maele is anno 2022 meer dan twintig jaar voorzitter van de keukenjury tijdens de wedstrijd Eerste kok van België Prosper Montagné.